# Bosh
"Bosh" är en låt framförd av den albanska sångaren Aurela Gaçe. Låten släpptes år 2008 och finns med på Gaçes femte studioalbum som släpptes år 2009, "Mu thanë sytë". Låten blev en av de första singlarna hon släppte efter sin comeback på den albanska musikscenen genom sitt deltagande i Kënga Magjike 9 år 2007. Låten skrevs av Timo Flloko, som var med och skrev hennes vinnarbidrag i Kënga Magjike 9, "Hape veten". Musiken komponerades av Ardit Gjebrea. Låtens musikvideo producerades av produktionsbolaget Supersonic.